# Menestreau
Menestreau ist eine französische Gemeinde mit 96 Einwohnern (Stand 1. Januar 2022) im Département Nièvre in der Region Bourgogne-Franche-Comté (vor 2016 Bourgogne). Sie gehört zum Arrondissement Cosne-Cours-sur-Loire und zum Kanton Pouilly-sur-Loire (bis 2015 Donzy).

## Nachbargemeinden
Menestreau liegt etwa 46 Kilometer nordnordöstlich von Nevers.
Nachbargemeinden von Menestreau sind Entrains-sur-Nohain im Norden und Nordosten, La Chapelle-Saint-André im Osten und Südosten, Menou im Süden, Couloutre im Westen sowie Ciez im Nordwesten.

## Bevölkerungsentwicklung
| Jahr                       | 1962 | 1968 | 1975 | 1982 | 1990 | 1999 | 2006 | 2011 | 2016 |
| Einwohner                  | 190  | 162  | 144  | 105  | 112  | 118  | 132  | 124  | 114  |
| Quellen: Cassini und INSEE |      |      |      |      |      |      |      |      |      |

## Sehenswürdigkeiten
- Kirche Saint-Pierre aus dem 19. Jahrhundert
- Burg Villiers aus dem 15. Jahrhundert, seit 2015 als Monument historique eingeschrieben, mit Kapelle
- Mühle von Nérondes

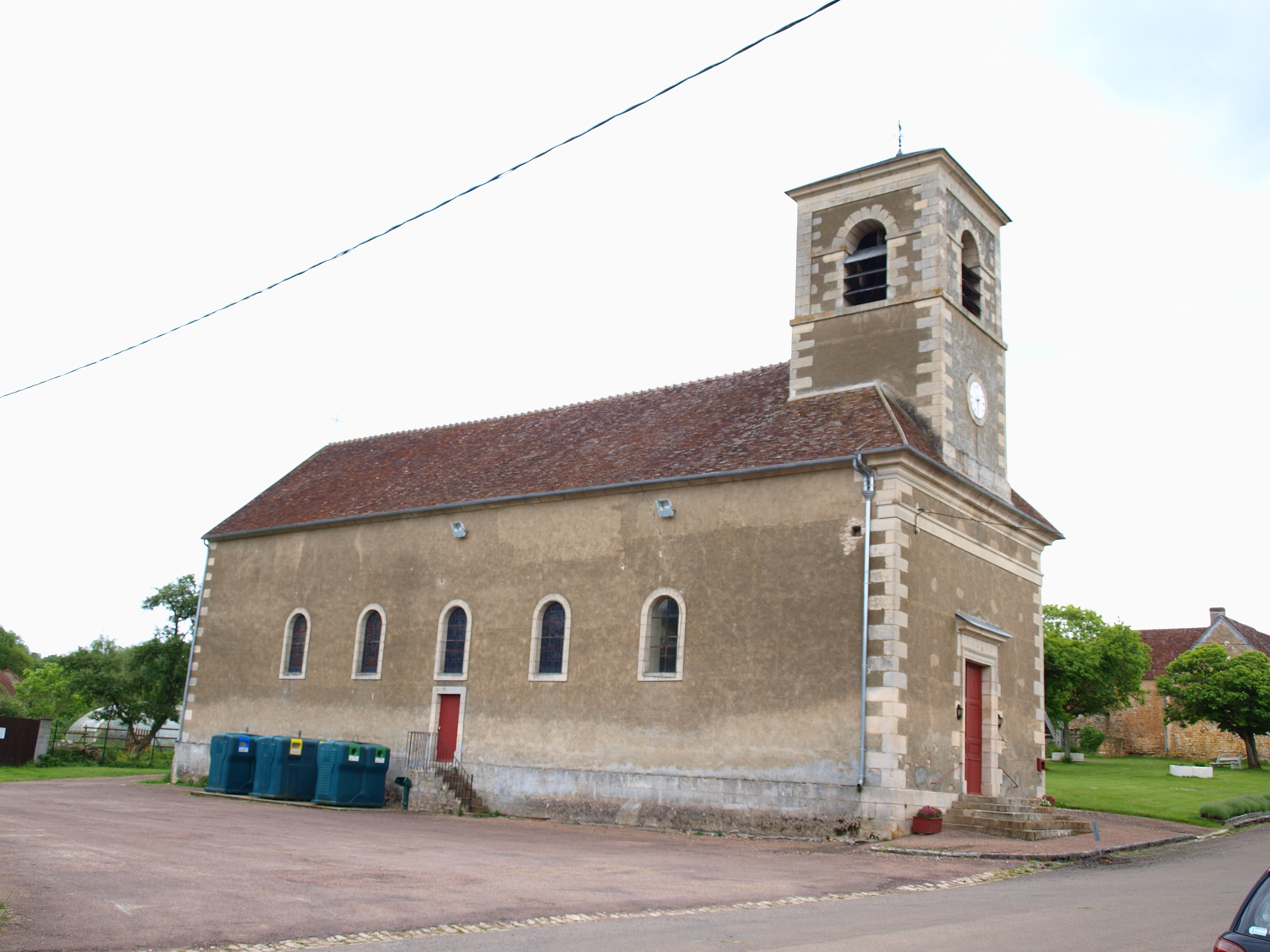
Kirche Saint-Pierre
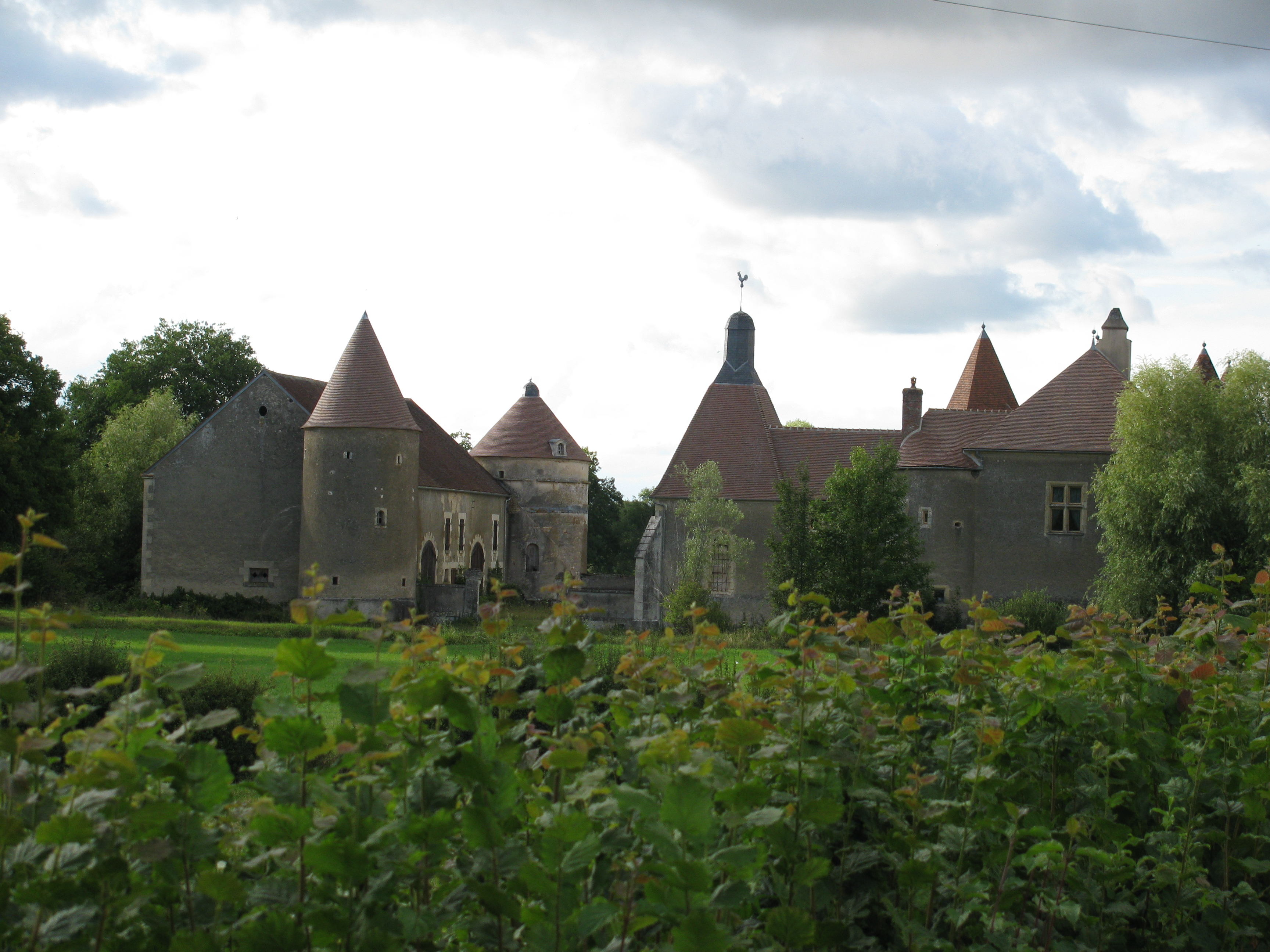
Burg Villiers